# Soen
Soen — шведская прогрессив-метал супергруппа, основанная в 2010 году.

## История
Хотя первоначально коллектив был сформирован в 2004 году, только в мае 2010 года было официально объявлено о создании Soen. Первоначальный состав состоял из бывшего барабанщика Opeth Мартина Лопеса, бывшего басиста Death, Testament и Sadus Стива ДиДжорджио, вокалиста Willowtree Джоэла Экелёфа и гитариста Кима Платбарздиса. Первая песня группы «Fraccions» была опубликована на официальном сайте группы в октябре 2010 года. Их первое видео на песню «Savia» было размещено на их странице в Facebook в феврале 2012 года. Их второе видео вышло на акустическую версию песни «Ideate». Третий клип группа выпустила на песню «Delenda».
Барабанщик Мартин Лопес охарактеризовал музыку Soen как «мелодичную, тяжелую, запутанную и сильно отличающуюся от всего остального». Их дебютный альбом Cognitive был выпущен в феврале 2012 года и получил положительные отзывы критиков. Больше всего хвалили техническое мастерство участников, хотя многие рецензенты отметили сильное стилистическое сходство с музыкой Tool. Мартин Лопес так прокомментировал сходство Tool: «Нас вдохновляет Tool, но я считаю их не только группой, но и жанром. Кроме того, я действительно не думаю, что тут есть о чём спорить, мы делаем хорошую музыку, кого бы она вам ни напоминала. Некоторые люди склонны искать недостатки вместо того, чтобы видеть музыку такой, какая она есть, хорошей или плохой».
Cognitive был выпущен на лейбле Spinefarm Records 15 февраля 2012 года. Сведением альбома занимался Дэвид Боттрилл (Tool, Coheed and Cambria, Silverchair, Smashing Pumpkins, Muse), а мастерингом — Жоао Карвалью. В японском издании также есть бонус-трек под названием «Writhen». Второй альбом, Tellurian, был выпущен Soen 4 ноября 2014 года. Альбом был спродюсирован Platbarzdis, снова сведен Дэвидом Боттрилом. Lykaia — третий альбом, выпущенный Soen 3 февраля 2017 года. Весь альбом был записан с использованием аналогового оборудования.
Lotus — четвертый студийный альбом Soen, выпущенный 1 февраля 2019 года. Их пятый альбом Imperial был выпущен 29 января 2021 года.

## Состав

### Текущий состав
- Мартин Лопес — ударные, перкуссии
- Джоэл Экелёф — вокал
- Ларс Алунд — гитары
- Алексей ,,Златояр" Кобель— бас-гитара
- Коди Форд — гитары, клавишные

### Бывшие участники
- Стив ДиДжорджио — бас-гитара
- Стефан Стенберг — бас-гитара
- Ким Платбарздис — гитары
- Маркус Джиделл — гитары

### Сессионные музыканты
- Кристиан Андольф — бас-гитара
- Инти Оярсун — бас-гитара

## Дискография

### Студийные альбомы
- Cognitive (2012)
- Tellurian (2014)
- Lykaia (2017)
- Lotus (2019)
- Imperial (2021)
- Memorial (2023)

### Синглы
- «Savia» (2012)
- «Delenda» (2012)
- «Tabula Rasa» (2014)
- «The Words» (2014)
- «Lucidity» (2017)
- «Opal» (2017)
- «Rival» (2018)
- «Martyrs» (2018)
- «Lotus» (2019)
- «Covenant» (2019)
- «Antagonist» (2020)
- «Monarch» (2020)
- «Illusion» (2021)